# Абдуловский сельсовет
Абдуловский сельсове́т — упразднённая в 2008 году административно-территориальная единица и сельское поселение (тип муниципального образования) в составе Куюргазинского района. Почтовый индекс — 453352. Код ОКАТО — 80 239 800 000.
Объединён с сельскими поселениями Свободинский и Якшимбетовский сельсоветы.

## Состав сельсовета
Село Абдулово — административный центр.
дер. Кинья-Абыз, дер. Тимербаево вошли в Свободинский сельсовет, с. Абдулово, с. Якупово, дер. Караево — в Якшимбетовский сельсовет.
В 1989 году официально прекратило существование Кинзебызово 1-е (Указ Президиума ВС Башкирской АССР от 17.06.1989 № 6-2/214 «Об исключении из учётных данных некоторых населённых пунктов»)

## История
Закон Республики Башкортостан от 19.11.2008 № 49-з «Об изменениях в административно-территориальном устройстве Республики Башкортостан в связи с объединением отдельных сельсоветов и передачей населённых пунктов», ст.1 п. 79) гласил:

 "Внести следующие изменения в административно-территориальное устройство Республики Башкортостан:
по Куюргазинскому району:

. Изменить границы сельских поселений Свободинский сельсовет и Абдуловский сельсовет муниципального района Куюргазинский район Республики Башкортостан согласно представленной схематической карте, передав деревни Тимербаево, Кинья-Абыз сельского поселения Абдуловский сельсовет в состав территории сельского поселения Свободинский сельсовет.

Изменить границы сельских поселений Якшимбетовский сельсовет и Абдуловский сельсовет муниципального района Куюргазинский район Республики Башкортостан согласно представленной схематической карте, передав сёла Абдулово, Якупово, деревню Караево сельского поселения Абдуловский сельсовет в состав территории сельского поселения Якшимбетовский сельсовет.

Исключить сельское поселение Абдуловский сельсовет муниципального района Куюргазинский район Республики Башкортостан из учётных данных.

## Географическое положение
На 2008 год граничил с муниципальными образованиями: Молокановский сельсовет, Шабагишский сельсовет, Свободинский сельсовет, Якшимбетовский сельсовет.

## География
Границами сельсоветы проходили: по рекам Большая Куюргаза, Сандин, Шайтанка.